# 圣布罗拉德尔
圣布罗拉德尔（法語：Saint-Broladre，法語發音：[sɛ̃ bʁɔladʁ]）是法国伊勒-维莱讷省的一个市镇，属于圣马洛区。

## 地理
圣布罗拉德尔（48°35'12"N, 1°39'24"W）面积23.81 平方千米，位于法国布列塔尼大區伊勒-维莱讷省，该省份为法国西北部沿海省份，位于布列塔尼半岛东部，北濒大西洋，西接阿摩尔滨海省和莫尔比昂省，南至大西洋卢瓦尔省，西南端接曼恩-卢瓦尔省，东临马耶讷省，东北与芒什省接壤。
与圣布罗拉德尔接壤的市镇（或旧市镇、城区）包括：谢吕埃、巴盖尔皮康、拉布萨克、桑镇、圣马尔康、库埃农河畔罗。

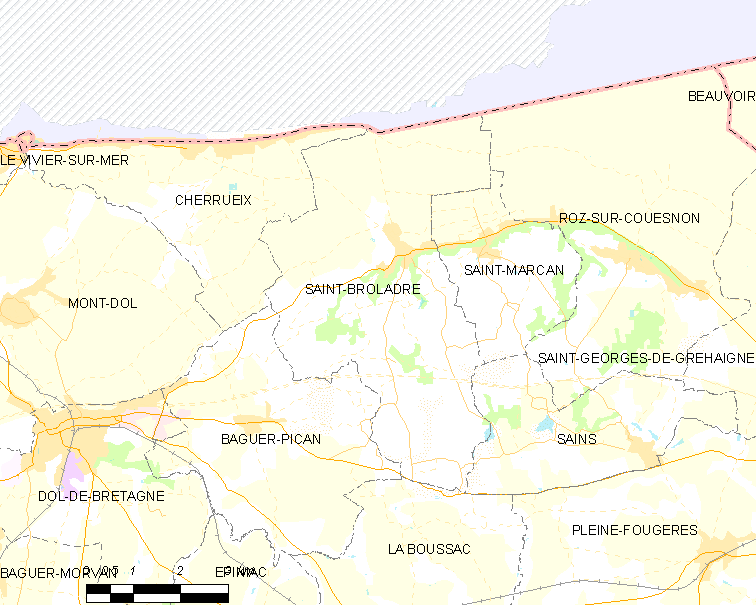
圣布罗拉德尔的OSM定位图

圣布罗拉德尔的时区为UTC+01:00、UTC+02:00（夏令时）。

## 行政
圣布罗拉德尔的邮政编码为35120，INSEE市镇编码为35259。

## 政治
圣布罗拉德尔所属的省级选区为布列塔尼地区多勒县。

## 人口

1962-2008年间圣布罗拉德尔人口变化图示

圣布罗拉德尔于2022年1月1日时的人口数量为1166人。